# Thüringenwerk
Die Thüringische Landeselektrizitätsversorgungs-Aktiengesellschaft, besser bekannt unter der Kurzbezeichnung Thüringenwerk, war in der Zeit von 1923 bis 1948 das überregionale Energieversorgungsunternehmen des Landes Thüringen.

## Geschichte

### Gründung und Aufbau

Sammelaktie über 100000 RM der Thüringenwerk AG vom Januar 1942

Anfang des 20. Jahrhunderts, in der Frühzeit der Elektrifizierung, war die Stromlandschaft in Thüringen stark zersplittert, eine Vielzahl von städtischen und regionalen Elektrizitätswerken betrieb kleinere Kraftwerke und Netze. Um den weiteren Aufbau zu fördern und zu koordinieren, gründete das Land Thüringen, welches selbst erst drei Jahre zuvor entstanden war, im Jahre 1923 zusammen mit einigen führenden privaten Elektrizitätswerken das Thüringenwerk als Überlandwerk für den landesweiten Verbund.

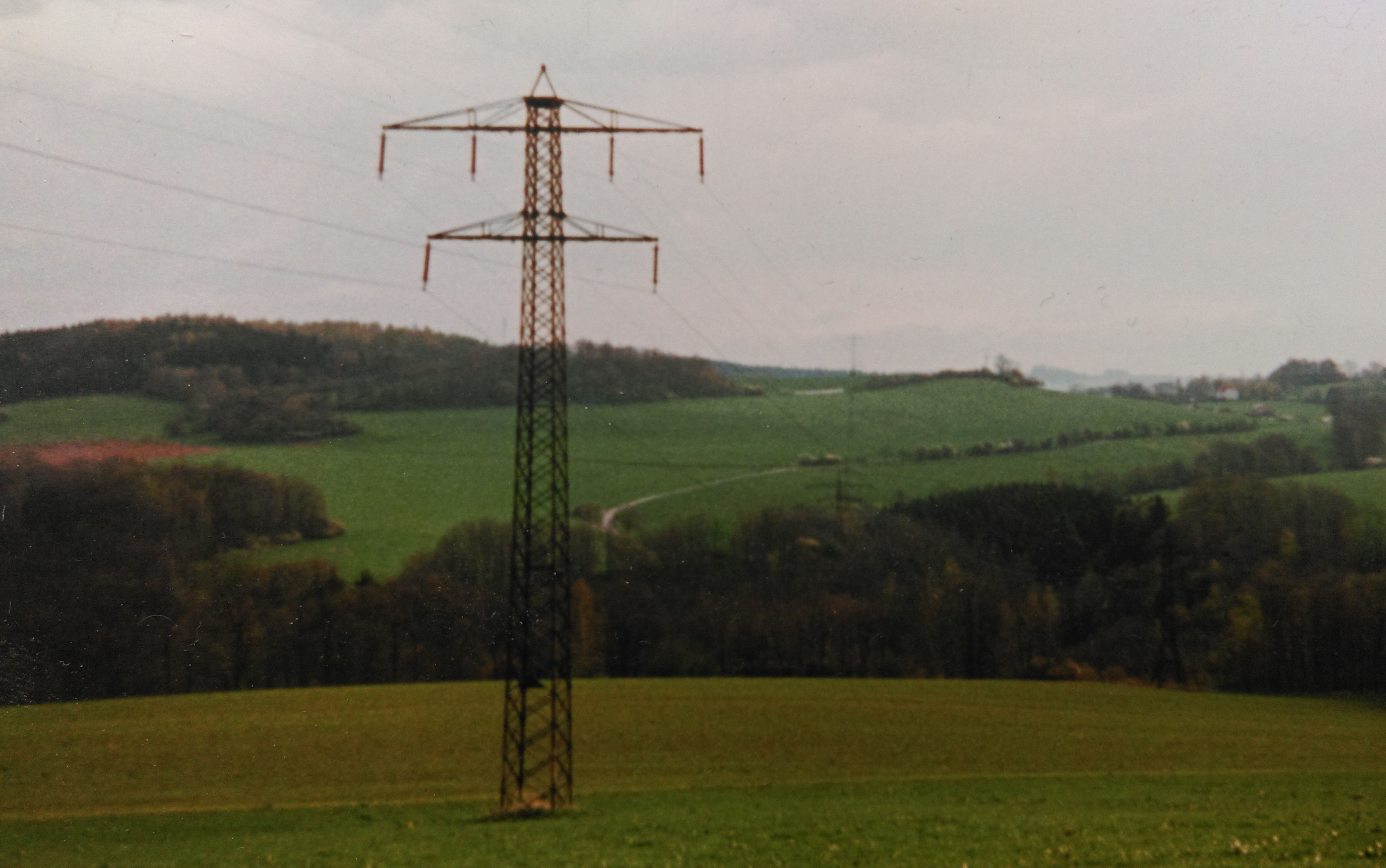
Mast der ersten 110-kV-Freileitung in Thüringen. Sie wurde zwischen dem Industriekraftwerk Böhlen und Breitungen/Werra verlegt und existiert teilweise noch heute.

Auf dem Höhepunkt der Ausdehnung hatte das Netz des Thüringenwerkes eine Länge von etwa 570 Kilometern. Neben zahlreichen privaten, städtischen und regionalen Weiterversorgern im Land Thüringen verband und versorgte das Thüringenwerk auch den südlichen Teil des Regierungsbezirks Erfurt der preußischen Provinz Sachsen mit den Kreisen Erfurt und Weißensee (Gispersleben).
Für die Steuerung und Versorgung des Netzes verfügte das Thüringenwerk über 13 eigene Umspannwerke sowie vier eigene Kraftwerke, darunter das vormals städtisches Großkraftwerk Erfurt (heute Heizkraftwerk Iderhoffstraße, ehemals Radowitzstraße), das Kraftwerk der Saale-Talsperre Bleiloch und nach der Eingliederung der Werrakraftwerke Aktiengesellschaft im Jahr 1932 das Wasserkraftwerk Spichra an der Werra. Für die Stromerzeugung hielt das Thüringenwerk weiterhin Beteiligungen an Kraftwerksbetreibern wie der Kraftwerk Thüringen AG (Betreiber des Kraftwerks Gispersleben) und kooperierte mit der Thüringer Elektrizitäts-Lieferungs-Gesellschaft (ThELG, Tochter der AEG, Betreiber des Kraftwerks Breitungen). Die Verbindung zu Nachbarnetzen und lokalen Verteilnetzen für Bezug und Lieferung wurde auch über 15 fremde Umspannwerke hergestellt. Es bestanden Strombezugsverträge mit der AG Sächsische Werke (ASW) und der Preußischen Elektrizitäts-AG (ab 1925 über eine 60-kV-Kuppelleitung zwischen dem Kraftwerk Borken der PREAG und dem Kraftwerk Breitungen in Thüringen) sowie ab 1936 mit dem Bayernwerk.

### Auflösung und Nachfolge
Nach dem Ende des Zweiten Weltkrieges geriet Thüringen unter sowjetische Besatzung. 1948 wurde das Thüringenwerk, wie auch viele andere Unternehmen, von der Sowjetischen Militäradministration in Deutschland (SMAD) enteignet. Die Anlagen (Kraftwerke, Schalt- und Umspannwerke, Leitungen …) wurden in Volkseigentum umgewandelt, die von verschiedenen Volkseigenen Betrieben geführt wurden. Zusammengefasst wurden die Betriebe des Landes Thüringen im Bezirk Süd der VVB Energieversorgung, später im Energiekombinat Süd und ab 1979 in den Energiekombinaten Erfurt, Gera und Suhl.
Nach der Wende und der anschließenden Wiedervereinigung wurden die Energiekombinate durch die Treuhandanstalt privatisiert. In Thüringen entstanden die Energieversorgung Nordthüringen AG (ENAG), die Ostthüringer Energieversorgung AG (OTEV, Jena) und die Südthüringer Energieversorgung AG (SEAG, Meiningen). 1994 schlossen sich diese drei zur TEAG Thüringer Energie AG zusammen, zunächst eine Tochter des Bayernwerkes bzw. E.ON, heute Thüringer Energie AG.